# Séduction criminelle
Séduction criminelle (Ladies Night) est un téléfilm canado-américain réalisé par Norma Bailey et diffusé en 2005.

## Fiche technique
- Scénario : Armand Grant, Marvin J. Wolf, Larry Mintz
- Durée : 85 minutes
- Pays :  Canada,  États-Unis

## Distribution
- Paul Michael Glaser : Art Kirkland
- Claudette Mink : Susan Vercillino
- Kett Turton : Zack Pavalek
- John Salley : Elroy
- Allison Hossack : Carole Ross
- Ona Grauer : Emily Morgan
- Emily Holmes : Jeanne
- Colin Ferguson : Jesse Grant
- Emy Aneke : Trooper
- Garry Chalk : Draper
- Ari Cohen : Howell
- Hiro Kanagawa : Monsieur Muriyami
- Ty Olsson : Mitch Ross
- Zak Santiago : Gates
- Jenn Forgie : le ranger du parc
- Damon Johnson : le vendeur du magasin de téléphone
- James Nichol Kirk : le vendeur de l'épicerie
- Judith Maxie : le patron de Jeanne
- Greg Rogers : le banquier
- Rekha Sharma : le responsable des comptes